# 2002-es labdarúgó-világbajnokság-selejtező (CAF)
A 2002-es labdarúgó-világbajnokság selejtezőjének CAF-zónájában összesen 51 nemzet versenyzett az 5 világbajnoki helyért. Burundi visszalépett a selejtezők előtt, Niger pedig nem indult. Végül 50 csapat vett részt a selejtezőkben. Guineát kizárták a sorozatból, mert az ország kormánya beavatkozott a labdarúgó-szövetség ügyeibe, így a második fordulóban elért eredményeik törlésre kerültek. 

## Lebonyolítás
- Első forduló: az 50 csapatot tíz csapatból álló csoportokba osztották. Minden csoportban összepárosították a csapatokat és oda-visszavágós rendszerben döntötték el a továbbjutó helyek sorsát. A párharcok győztesei bejutottak a második fordulóba.
- Második forduló: a 25 csapat öt darab 5 tagú csoportba került, ahol minden csapat megmérkőzött egymás ellen oda-visszavágós alapon. A csoportgyőztesek kijutottak a 2002-es világbajnokságra.

## Első forduló

### 1. csoport
| 1. csapat             | Össz.Tooltip Aggregate score | 2. csapat | 1. mérk. | 2. mérk. |
| --------------------- | ---------------------------- | --------- | -------- | -------- |
| Mauritánia            | 1–5                          | Tunézia   | 1–2      | 0–3      |
| Bissau-Guinea         | 0–3                          | Togo      | 0–0      | 0–3      |
| Zöld-foki Köztársaság | 0–2                          | Algéria   | 0–0      | 0–2      |
| Benin                 | 1–2                          | Szenegál  | 1–1      | 0–1      |
| Gambia                | 0–3                          | Marokkó   | 0–1      | 0–2      |

### 2. csoport
| 1. csapat   | Össz.Tooltip Aggregate score | 2. csapat               | 1. mérk. | 2. mérk. |
| ----------- | ---------------------------- | ----------------------- | -------- | -------- |
| Madagaszkár | 2–1                          | Gabon                   | 2–0      | 0–1      |
| Botswana    | 0–2                          | Zambia                  | 0–1      | 0–1      |
| Szváziföld  | 1–8                          | Angola                  | 0–1      | 1–7      |
| Lesotho     | 0–3                          | Dél-afrikai Köztársaság | 0–2      | 0–1      |
| Szudán      | 2–2 (i.g.)                   | Mozambik                | 1–0      | 1–2      |

### 3. csoport
| 1. csapat                 | Össz.Tooltip Aggregate score | 2. csapat        | 1. mérk. | 2. mérk. |
| ------------------------- | ---------------------------- | ---------------- | -------- | -------- |
| São Tomé és Príncipe      | 2–4                          | Sierra Leone     | 2–0      | 0–4      |
| Közép-afrikai Köztársaság | 1–4                          | Zimbabwe         | 0–1      | 1–3      |
| Ruanda                    | 2–4                          | Elefántcsontpart | 2–2      | 0–2      |
| Egyenlítői-Guinea         | 2–5                          | Kongó            | 1–3      | 1–2      |
| Líbia                     | 4–3                          | Mali             | 3–0      | 1–3      |

### 4. csoport
| 1. csapat          | Össz.Tooltip Aggregate score | 2. csapat | 1. mérk. | 2. mérk. |
| ------------------ | ---------------------------- | --------- | -------- | -------- |
| Dzsibuti           | 2–10                         | Kongói DK | 1–1      | 1–9      |
| Seychelle-szigetek | 1–4                          | Namíbia   | 1–1      | 0–3      |
| Eritrea            | 0–4                          | Nigéria   | 0–0      | 0–4      |
| Szomália           | 0–6                          | Kamerun   | 0–3      | 0–3      |
| Mauritius          | 2–6                          | Egyiptom  | 0–2      | 2–4      |

### 5. csoport
| 1. csapat | Össz.Tooltip Aggregate score | 2. csapat    | 1. mérk. | 2. mérk. |
| --------- | ---------------------------- | ------------ | -------- | -------- |
| Malawi    | 2–0                          | Kenya        | 2–0      | 0–0      |
| Tanzánia  | 2–4                          | Ghána        | 0–1      | 2–3      |
| Uganda    | 4–7                          | Guinea       | 4–4      | 0–3      |
| Etiópia   | 2–4                          | Burkina Faso | 2–1      | 0–3      |
| Csád      | 0–1                          | Libéria      | 0–1      | 0–0      |

## Második forduló

### A csoport
| Hely. | Csapat  | M | Gy | D | V | G+ | G– | Gk  | P  | Továbbjutás                         |     | Kamerun | Angola | Zambia | Togo | Líbia |
| ----- | ------- | - | -- | - | - | -- | -- | --- | -- | ----------------------------------- | --- | ------- | ------ | ------ | ---- | ----- |
| 1.    | Kamerun | 8 | 6  | 1 | 1 | 14 | 4  | +10 | 19 | Kijutott a 2002-es világbajnokságra |     | —       | 3–0    | 1–0    | 2–0  | 1–0   |
| 2.    | Angola  | 8 | 3  | 4 | 1 | 11 | 9  | +2  | 13 |                                     |     | 2–0     | —      | 2–1    | 1–1  | 3–1   |
| 3.    | Zambia  | 8 | 3  | 2 | 3 | 14 | 11 | +3  | 11 |                                     | 2–2 | 1–1     | —      | 2–0    | 2–0  |       |
| 4.    | Togo    | 8 | 2  | 3 | 3 | 10 | 13 | −3  | 9  |                                     | 0–2 | 1–1     | 3–2    | —      | 2–0  |       |
| 5.    | Líbia   | 8 | 0  | 2 | 6 | 7  | 19 | −12 | 2  |                                     | 0–3 | 1–1     | 2–4    | 3–3    | —    |       |

### B csoport
| Hely. | Csapat       | M | Gy | D | V | G+ | G– | Gk  | P  | Továbbjutás                         |     | Nigéria | Libéria | Szudán | Ghána | Sierra Leone |
| ----- | ------------ | - | -- | - | - | -- | -- | --- | -- | ----------------------------------- | --- | ------- | ------- | ------ | ----- | ------------ |
| 1.    | Nigéria      | 8 | 5  | 1 | 2 | 15 | 3  | +12 | 16 | Kijutott a 2002-es világbajnokságra |     | —       | 2–0     | 3–0    | 3–0   | 2–0          |
| 2.    | Libéria      | 8 | 5  | 0 | 3 | 10 | 8  | +2  | 15 |                                     |     | 2–1     | —       | 2–0    | 1–2   | 1–0          |
| 3.    | Szudán       | 8 | 4  | 0 | 4 | 8  | 10 | −2  | 12 |                                     | 0–4 | 2–0     | —       | 1–0    | 3–0   |              |
| 4.    | Ghána        | 8 | 3  | 2 | 3 | 10 | 9  | +1  | 11 |                                     | 0–0 | 1–3     | 1–0     | —      | 5–0   |              |
| 5.    | Sierra Leone | 8 | 1  | 1 | 6 | 2  | 15 | −13 | 4  |                                     | 1–0 | 0–1     | 0–2     | 1–1    | —     |              |

### C csoport
| Hely. | Csapat   | M | Gy | D | V | G+ | G– | Gk  | P  | Továbbjutás                         |     | Szenegál | Marokkó | Egyiptom | Algéria | Namíbia |
| ----- | -------- | - | -- | - | - | -- | -- | --- | -- | ----------------------------------- | --- | -------- | ------- | -------- | ------- | ------- |
| 1.    | Szenegál | 8 | 4  | 3 | 1 | 14 | 2  | +12 | 15 | Kijutott a 2002-es világbajnokságra |     | —        | 1–0     | 0–0      | 3–0     | 4–0     |
| 2.    | Marokkó  | 8 | 4  | 3 | 1 | 8  | 3  | +5  | 15 |                                     |     | 0–0      | —       | 1–0      | 2–1     | 3–0     |
| 3.    | Egyiptom | 8 | 3  | 4 | 1 | 16 | 7  | +9  | 13 |                                     | 1–0 | 0–0      | —       | 5–2      | 8–2     |         |
| 4.    | Algéria  | 8 | 2  | 2 | 4 | 11 | 14 | −3  | 8  |                                     | 1–1 | 1–2      | 1–1     | —        | 1–0     |         |
| 5.    | Namíbia  | 8 | 0  | 2 | 6 | 3  | 26 | −23 | 2  |                                     | 0–5 | 0–0      | 1–1     | 0–4      | —       |         |

### D csoport
| Hely. | Csapat           | M | Gy | D | V | G+ | G– | Gk  | P  | Továbbjutás                         |     | Tunézia | Elefántcsontpart | Kongói Demokratikus Köztársaság | Madagaszkár | Kongói Köztársaság |
| ----- | ---------------- | - | -- | - | - | -- | -- | --- | -- | ----------------------------------- | --- | ------- | ---------------- | ------------------------------- | ----------- | ------------------ |
| 1.    | Tunézia          | 8 | 6  | 2 | 0 | 23 | 4  | +19 | 20 | Kijutott a 2002-es világbajnokságra |     | —       | 1–1              | 6–0                             | 1–0         | 6–0                |
| 2.    | Elefántcsontpart | 8 | 4  | 3 | 1 | 18 | 8  | +10 | 15 |                                     |     | 2–2     | —                | 1–2                             | 6–0         | 2–0                |
| 3.    | Kongói DK        | 8 | 3  | 1 | 4 | 7  | 16 | −9  | 10 |                                     | 0–3 | 1–2     | —                | 1–0                             | 2–0         |                    |
| 4.    | Madagaszkár      | 8 | 2  | 0 | 6 | 5  | 15 | −10 | 6  |                                     | 0–2 | 1–3     | 3–0              | —                               | 1–0         |                    |
| 5.    | Kongó            | 8 | 1  | 2 | 5 | 5  | 15 | −10 | 5  |                                     | 1–2 | 1–1     | 1–1              | 2–0                             | —           |                    |

### E csoport
| Hely. | Csapat                  | M | Gy | D | V | G+ | G– | Gk | P  | Továbbjutás                         |     | Dél-afrikai Köztársaság | Zimbabwe | Burkina Faso | Malawi | Guinea |
| ----- | ----------------------- | - | -- | - | - | -- | -- | -- | -- | ----------------------------------- | --- | ----------------------- | -------- | ------------ | ------ | ------ |
| 1.    | Dél-afrikai Köztársaság | 6 | 5  | 1 | 0 | 10 | 3  | +7 | 16 | Kijutott a 2002-es világbajnokságra |     | —                       | 2–1      | 1–0          | 2–0    | Canc.  |
| 2.    | Zimbabwe                | 6 | 4  | 0 | 2 | 7  | 5  | +2 | 12 |                                     |     | 0–2                     | —        | 1–0          | 2–0    | Canc.  |
| 3.    | Burkina Faso            | 6 | 1  | 2 | 3 | 7  | 8  | −1 | 5  |                                     | 1–1 | 1–2                     | —        | 4–2          | 2–3    |        |
| 4.    | Malawi                  | 6 | 0  | 1 | 5 | 4  | 12 | −8 | 1  |                                     | 1–2 | 0–1                     | 1–1      | —            | Canc.  |        |
| 5.    | Guinea                  | 0 | 0  | 0 | 0 | 0  | 0  | 0  | 0  | Kizárva                             |     | Canc.                   | 3–0      | Canc.        | 1–1    | —      |

1. ↑  Guineát 2001. március 19-én kizárták a sorozatból, miután a kormány beavatkozott a labdarúgó-szövetség ügyeibe.[2] Ennek eredményeként a három mérkőzésük eredménye törlésre került.

## Kijutott csapatok
Az alábbi öt csapat jutott ki a CAF-zónából a 2002-es labdarúgó-világbajnokságra.
| Csapat                  | Kijutás             | Kijutás dátuma   | Korábbi részvételek a világbajnokságon |
| ----------------------- | ------------------- | ---------------- | -------------------------------------- |
| Kamerun                 | 1. csoport győztese | 2001. július 1.  | 4 (1982, 1990, 1994, 1998)             |
| Nigéria                 | 2. csoport győztese | 2001. július 29. | 2 (1994, 1998)                         |
| Szenegál                | 3. csoport győztese | 2001. július 21. | 0 (debütálás)                          |
| Tunézia                 | 4. csoport győztese | 2001. július 15. | 2 (1978, 1998)                         |
| Dél-afrikai Köztársaság | 5. csoport győztese | 2001. július 1.  | 1 (1998)                               |

## Külső hivatkozások
- 2002 FIFA World Cup qualification (CAF). soccer365. [2024. szeptember 26-i dátummal az eredetiből archiválva]. (Hozzáférés: 2024. szeptember 6.)
- World Cup 2002 Qualifying - CAF. rsssf.org